# Щудло Світлана Андріївна
Щудло Світлана Андріївна — соціолог, доктор соціологічних наук, професор, завідувач кафедри правознавства, соціології та політології Дрогобицького державного педагогічного університету імені Івана Франка, академік Академії наук вищої школи України, президент ГО «Українська асоціація дослідників освіти».

## Освіта
- Докторантура Харківського національного університету імені В.Н. Каразіна, кафедра соціології.

2010 – 2013 
Захист докторської дисертації відбувся у спеціалізованій вченій раді ХНУ ім. В.Н. Каразіна за спеціальністю 22.00.04 – спеціальні та галузеві теорії (23 квітня 2013 р.) 

Тема дисертації «Якість вищої педагогічної освіти: чинники та механізми забезпечення в умовах сучасного суспільства»
- Аспірантура Львівського національного університету імені Івана Франка, кафедра соціології.

1996 – 2000

Захист кандидатської дисертації відбувся у спеціалізованій вченій раді ХНУ ім. В.Н. Каразіна за спеціальністю 22.00.07 – соціологія управління (20 листопада 2000 р.)
- Львівський національний університет імені Івана Франка, спеціальність: соціологія.

1991 – 1996
Кваліфікація: соціолог, викладач соціології. 

Спеціалізація: соціологія управління.

## Участь у професійних громадських організаціях
- 2017 – Член Правління Європейської асоціації дослідників освіти (EERA) [Архівовано 22 вересня 2019 у Wayback Machine.];
- з 2015 - Президент Української асоціації дослідників освіти (UERA);
- з 2015 - Академік (дійсний член) АН вищої школи України;
- з 2005 - Член Соціологічної асоціації України, керівник науково-дослідного комітету з соціології освіти;
- з 2011 - Член Правління Соціологічної асоціації України.

## Гранти
- лютий 2016 - лютий 2017 – програма розвитку лідерства у вищій школі України (British Council Ukraine, Leadership Foundation) – Член університетської команди. Грант Британської ради для мобільності університетської команди ДДПУ до Університету Англія Раскін (Кембридж, Велика Британія);
- червень 2016 - травень 2017 – грантовий проект  для випускників американських освітніх програм «Сприяння реформам вищої освіти в Україні» (Посольство США в Україні,  2016 Proposal No: 178 –12/19/2016), керівник проекту;
- жовтень 2017 - вересень 2020 – грантовий проект Erasmus+ – Жан Моне (напрям «Підтримка діяльності асоціацій») "Європейська якість освітніх досліджень для підтримки освітян в Україні»"(European Commission,  Audiovisual and Culture Executive Agency, Reference: 587032-EPP-1-2017-1-UA-EPPJMO-SUPPA), керівник проекту;
- лютий 2017 - травень 2018 – грантовий проект "Освітні реформи: Забезпечення якості в міжнародному контексті" ( Благодійний фонд «Крок за кроком»)за підтримки МОН України, керівник проекту;
- травень.2018 - листопад.2018 – міжнародний проект "Сприяння міжкультурному діалогу щодо вивчення української мови представниками національних меншин у Чернівецькій області", 2018, Програма Європейського Союзу «Підтримка громадянського суспільства в Україні», Міжнародний фонд «Відродження», Проект «Просування реформ в регіони», керівник проекту;
- листопад 2017- грудень 2019 – українсько-польський проект «Польсько-українська науково-методична співпраця у напрямі сприяння розвитку системи профілактики та підготовки фахівців у галузі протидії ризикованій поведінці дітей та молоді в Україні», Університет у Бидгощі, Міністерство здоров’я Польщі у межах Програми громадського здоров’я Польщі(2017 – 2019), координатор проекту з українського боку;
- травень 2019 - жовтень 2019 – грантовий проект «На освітніх перехрестях: науково обґрунтований діалог із національними меншинами у Чернівецькій та Закарпатській областях» у межах проекту МОН України та Міністерства закордонних справ Фінляндії «Навчаємося разом» (Фінська підтримка української шкільної реформи), 2019, керівник проекту.

## Основні публікації

### Статті
1. Fimyar, O., Shchudlo, S. (2015). Pedagogy after Maidan: Power Dynamics Between Students and Teachers in Lviv Region, Ukraine, Danyliw Research Seminar ‘Ukraine 2015: History, War, Civil Society’ http://www.danyliwseminar.com/#!paper-fimyar/c6q1n (Canada).
2. Zabolotna O., Shchudlo S., Medina T., Panchenko I., Kozlov P. Teaching Ukrainian as a Non-Native Language to National Minorities in Ukraine: Challenges for Evidence-Based Educational Policies // Advanced Education. - 2019. - Special Issue 11. -  pp. 60 – 67. DOI: 10.20535/2410-8286.164167 http://ae.fl.kpi.ua/article/view/164167  (Web of Science Core Collection1)
3. Shchudlo S. and Kovalchuk S. Reworking of School Principals’ Roles in the Context of Educational Privatization. A View from Ukraine // European Education. – 2014. - Vol. 46.  -Issue 2. pp. 32–52. DOI: 10.2753/EUE1056-4934460202 https://www.tandfonline.com/doi/abs/10.2753/EUE1056-4934460202   (Web of Science Core Collection1)
4. Shchudlo S. and Dlugosh, P. Satisfaction with the Education System: Poland, Russia and Ukraine, a Comparative analysis [in Russian] // Информационно-гуманитарный портал «Знание. Понимание. Умение»/ – 2013. – No 1 http://www.zpu-journal.ru/e-zpu/2013/1/ Shchudlo_Dlugosz_Satisfaction-with-Educational-System/
5. Shchudlo S. Education as а Factor of Civil Identity Formation of Modern Ukrainian Studentship // PolitBook. – 2012. – No 2.  pp. 157–164.
6. Shchudlo S. Monitoring Research as an Instrument of Quality Education Management / Wiedza, umiejetności, postawy a jakość kształcenia w szkole wyźszej, Praca zbiorowa pod red. B. Sitarkiej, R. Jankowskiego, R. Droby. – Siedlce : W-wo Akademii Podlaskiej, 2009. – P. 313–318.
7. Shchudlo S. and Kononov I. and Khobta S. Donbas and Galychyna in the regional system of Ukraine [in Ukrainian, in Russian] // Соціологія: теорія, методи, маркетинг. – 2008. – No 2. – C. 73–98. http://i-soc.com.ua/journal/05_Kononov&Khobta&Schudlo.pdf
8. Щудло С. Масовизація вищої освіти: інституційна пастка чи суспільне благо? // Наукові праці: Науково-метод. журнал. Серія: Соціологія. – Миколаїв: Вид-во ЧДУ ім. Петра Могили, 2014. – Вип. 222. – Т. 234. – С. 65–69.
9. Щудло С., Длугош П. Репетиторство в Україні та Польщі: навіщо потрібні додаткові знання // Методологія, теорія та практика соціологічного аналізу сучасного суспільства. Збірник наукових праць. – Харків: Видавничий відділ ХНУ, 2013. – Вип. 19. – С. 427 – 431.
10. Щудло С.А. Реформи вищої освіти в Україні: соціальна обумовленість vs політична необхідність  / Щудло С.А. // Молодіжна політика: проблеми та перспективи: зб. наук. праць / Ред. С. Щудло, П.Длугош. – Дрогобич – Ряшів : «Трек ЛТД», 2015. – Вип. 6. – 267 – 271.
11. Щудло С., Хобта С. Дизайн вибірки міжнародного дослідження викладання та навчання TALIS: kейс України // Український соціологічний журнал. – 2017 – №1 – 2. – С. 161 – 171.
12. Сокурянська Л., Щудло С. Підлітки у пограничному просторі: ціннісні орієнтації та життєві плани // Соціологія: теорія, методи, маркетинг – 2017. - № 4 – С.53-67.
13. Щудло С.А. Ризики молоді в системі вищої освіти // Вчені записки Харківського гуманітарного університету «Народна українська академія» / Ред. кол. В.І. Астахова та ін. – Х.: Вид-во НУА, 2014. – Т. ХХ. – С. 77–85.
14. Сокурянська Л., Щудло С. Шкільна молодь українського пограниччя: перспективи та ризики реалізації життєвих стратегій // Вісник Харківського національного університету імені В.Н. Каразіна. Серія: Соціологічні дослідження сучасного суспільства: методологія, теорія, методи. – 2017. – № 38. – С. 35 – 40.
15. Sokuryanska L., Shchudlo S. Youth of the ukrainian borderland in the transition to the knowledge society: values, educational plans, visions of life success // Rocznik Lubuski. – Tom 44, - Cz. 1. – 2018. – S. 91 – 107.

### Монографії
1. Щудло С. Вища освіта у пошуку якості : quo vadis. – Харків – Дрогобич: Коло, 2012. – 340 с.
2. Szczudło S. Młodzież w społeczeństwie ryzyka / Pod red. P. Długosza, M. Niezgody, S. Soleckiego. –Krakow: W-wo Uniwesytetu Jagiellońskiego, 2014. – 286 s.
3. Щудло С. Обеспечение качества высшего образования : социальные вызовы современного украинского общества Wielowymiarowość zarządzania i komunikacji społecznej w szkole / pod red. K. Czerwińskiego, J. Kubiczka, B. Kutrowskiej. – Toruń : W-wo Adam Marzałek ; Uniwersytet Jagielloński, 2010. – S. 379 – 393.
4. Щудло С., Подгурецки Ю. Образование как информационно-коммуникативная система. – Москва : ООО «НИПЦК Восход – А».
5. Щудло С. Вища школа у формуванні громадянської ідентичності особистості / За заг. ред. Я. Комарницького, С. Щудло . – Дрогобич: Ред.-вид. відділ ДДПУ імені Івана Франка, 2012. – 232 с.
6. Щудло С., Заболотна О., Лісова Т.  Українські вчителі та навчальне середовище – Дрогобич: Трек ЛТД, 2018.
7. Transgraniczność w perspektywie socjologicznej Pogranicza i centra współczesnej Europy. Różnorodność praktyk i teorii Seria Monograficzna. Tom IX, czeṥć 2 / Red. Dorota Szaban i in.– Zielona Góra: Uniwersytet Zielonogórski, 2015. – S. 293 – 310 (у співавт.) https://repozytorium.ur.edu.pl/handle/item/1369 [Архівовано 21 жовтня 2019 у Wayback Machine.].
8. Monitorowanie zachowań ryzykownych, zachowań nałogowych i problemów zdrowia psychicznego 15-letniej młodzieży Badania mokotowskie 2004–2016 Badania ukraińskie, obwód lwowski 2016 – Instynut / Redakcja naukowa: Krzysztof Ostaszewski, Warszawa 2017. – S. 126 – 144. (у співавт.) http://www.cinn.gov.pl/portal?id=166545.
9. Przywództwo nauczycieli / redakcja Joanna Madalińska-Michalak - Wydawnictwo FRSE, Warszawa 2017. – S.375 – 408.(у співавт.) http://czytelnia.frse.org.pl/media/Przywodztwo_nauczycieli-calosc.pdf
10. Zabolotna, O., Shchudlo, S., Kovalchuk, O. Teacher Leadership in Ukraine:  the Role of Teachers in School Management and Professional Development / Teacher Leadership,  Foundation for the Development of the Education System, Key Concepts Series, vol. 2, Warsaw, 2018 – P. 354 - 385 / Ed. Joanna Madalińska-Michalak, Warsaw. http://czytelnia.frse.org.pl/media/Teacher_leadership_srodek_ONLINE.pdf
11. Shchudlo, S. Mechanisms for Developing Social Conventions in Higher Education of Ukraine as a Prerequisite of its Quality Assurance,  / Ukrainian Sociology in the 21st Century: Theory, Methods, Research Results [Monography].Bakirov V., Golovakha E. (Eds.) , Kharkiv, 2019. - P. 503 – 514.
12. Освітні траєкторії євроінтеграції молоді / С. Щудло // Молодь у сучасних євроінтеграційних процесах: правові, історико-політичні та соціокультурні аспекти: колективна монографія / за заг. ред. С.А.Щудло [Я.Комарницький, І. Мірчук, О. Проць та ін.]. – Дрогобич: Редакційно-видавничий відділ Дрогобицького державного педагогічного університету імені Івана Франка, 2017. – С. 123 – 147.

## Редакційна діяльність

#### Головний редактор
- міжнародного наукового журналу "Молодь у Центральній та Східній Європі. Соціологічні студії" http://www.youthjournal.eu (2014-2018);
- "Молодіжна політика: проблеми та перспективи. Збірник наукових праць" (2003 - 2019).

#### Член редакційних рад
- Український соціологічний журнал (САУ);
- Вісник Харківського національного університету імені В. Н. Каразіна, серія «Соціологічні дослідження сучасного суспільства: методологія, теорія, методи»;
- Virtus/Соборність (Київ);
- Вчені записки Народної української академії (Харків),
- Габітус (Одеса);
- Epistemological studies in Philosophy, Social and Political Sciences (Дніпро);
- Філософія і політологія в контексті сучасної культури (Дніпро);
- Siedleckie Zeszyty Komeniologiczne (Сєдльце, Польща);
- Актуальні проблеми філософії та соціології (Одеса);
- Doctrina. Studia społeczno-polityczne» (Польща);
- Науково-теоретичний альманах «Грані» (Дніпро);
- Politbook та ін.